# Huang Chun-ming

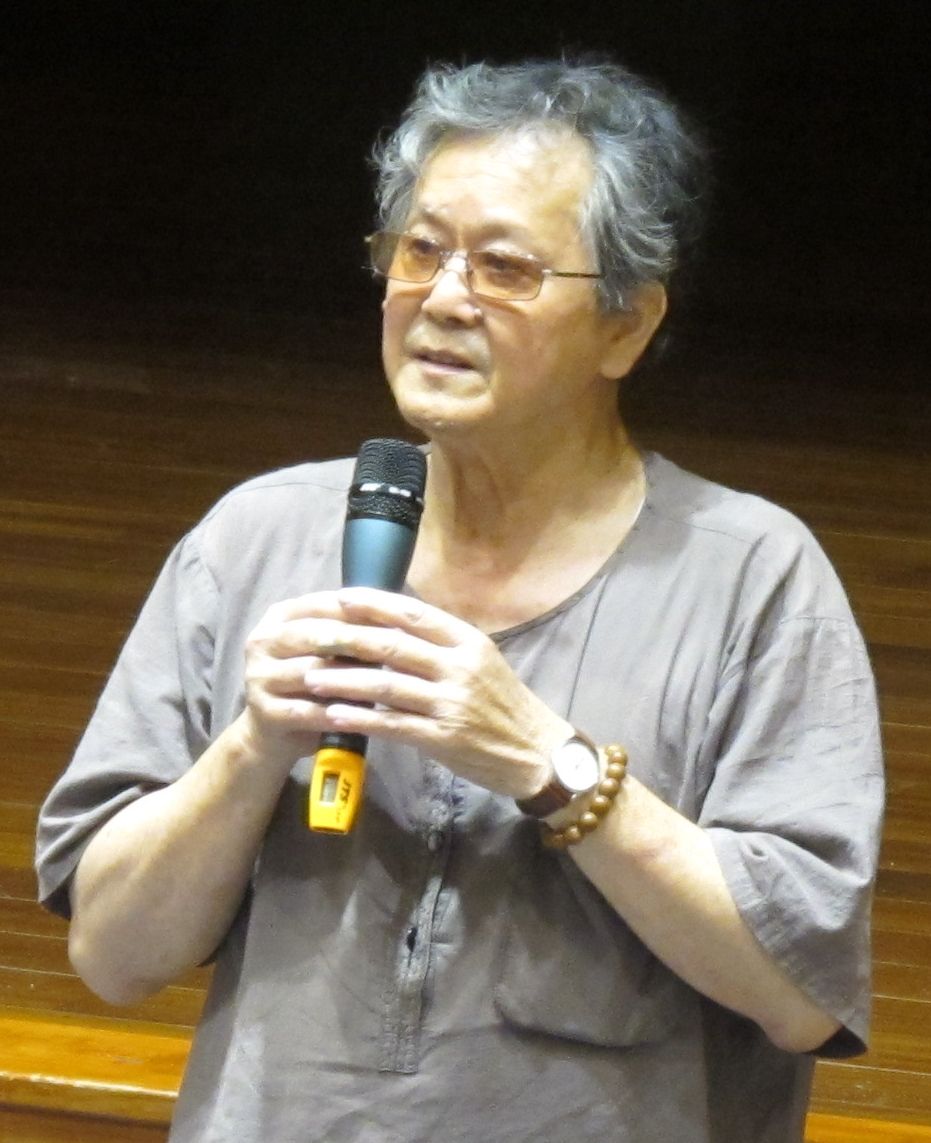
Huang Chun-ming in 2010

Huang Chun-ming (黃春明) (Luodong, 13 februari 1935) is een Taiwanees schrijver.
Huang Chun-ming werd in 1935 geboren in de plaats Luodong in het district Yílán in Taiwan. Na de middelbare school ging hij naar de  lerarenuniversiteit, waar hij  vanaf getrapt werd. Hierna ging Huang naar verschillende andere lerarenuniversiteiten (omdat deze universiteiten gratis zijn), steeds met hetzelfde resultaat. 
In 1956 kwam Huangs eerste roman uit. Hierna heeft hij nog vele verhalen geschreven, waarvan enkele, zoals His son's big doll en Pingguo de ziwei, ook verfilmd zijn. Huang Chun-ming schrijft heel Taiwanese verhalen (本土  bentu), over het leven in Taiwan, en de problemen en achtergronden van het land.

## Incomplete bibliografie
- 清道伕的孩子 Qing dao fu de haizi (1956)
- His son's big doll (孩子的大玩偶 Haizi de da wan'ou) (1968)
- De vis (魚 Yu) (1968)
- Sayonara, Goodbye (莎yo娜啦,再見 Shayonala, zaijian) (1973)

- Bibliothèque nationale de France: cb13773360n (data)
- Gemeinsame Normdatei: 121225429
- International Standard Name Identifier: 0000 0001 1810 0390
- Library of Congress Control Number: n80050993
- Nationale Bibliotheek van Tsjechië: jo20010092626
- Nationale Bibliotheek van Israël: 987007459071005171
- Système universitaire de documentation: 060907460
- Virtual International Authority File: 279887365
- WorldCat: E39PBJrrtmvkTKjrYPRGYq8jYP